# Vaena eacleoides
Vaena eacleoides es una especie de mariposa del género Vaena, familia Geometridae. Fue descrita por Walker en 1869. Se encuentra en África.